# 颍川郡
颍川郡，秦漢至西晉時期均寫作“穎川郡”，南北朝時期多寫作“𩒠川郡”，是中国秦朝至唐朝设置的一个郡，地处今天的河南省中部，因颍水流过境内而得名，治所在阳翟（今河南省禹州市）。

## 沿革

### 秦汉潁川郡
秦朝始置，原韩国旧地，范围大致包括今天河南省的许昌市、平顶山市、漯河市、登封市等地，辖12县：许县（今许昌县）、阳翟县（今禹州市）、长社县（在今长葛市）、鄢陵县、襄城县等，治所在阳翟（今河南禹州）。
西汉汉高祖五年（前202年），高祖封韩王信至此，故改称韩国。次年，韩王信转封太原郡，恢复潁川郡之名，仍治阳翟，统县二十：阳翟县、昆阳县、颍阳县、定陵县、长社县、新汲县、襄城县、郾县、郏县、舞阳县、颍阴县、崇高县、许县、傿陵县、临颍县、父城县、成安侯国、周承休侯国、阳城县、纶氏县。
汉武帝后属豫州刺史部。东汉沿置，辖区大体相仿，领17县。东汉末年三国初期，曹操迁汉献帝到郡内许县，这里成为东汉名义上的首都，也称许都。曹丕代汉后，改许为许昌，成为潁川郡郡治，而原治所阳翟及西北部地区被划归河南尹（治所在曹魏都城雒阳）。西晋时，潁川郡西南部分置襄城郡（包括今天平顶山市），辖区略为缩小并东移，仍治许昌，统县9。
十六国南北朝时期，郡置更迭较多，北魏曾分置潁川郡、南潁川郡，东魏曾在此置潁州。

### 隋唐潁川郡
隋朝设潁川郡，治所在颍川县（今许昌市市区）。下领十四县：颍川县、襄城县、汝坟县、叶县、北舞县、郾城县、繁昌县、临颍县、尉氏县、长葛县、许昌县、㶏强县、扶沟县、鄢陵县。开皇十六年（596年），曾置蔡陂县，后并入鄢陵县。
唐朝建立之初，天下改郡为州，是为许州。武德四年（621年），改颍川县为长社县。唐玄宗时，改州为郡，这是最后一次设置颍川郡。下领：长社县、长葛县、阳翟县、许昌县、鄢陵县、扶沟县、临颍县、舞阳县、郾城县。唐肃宗时，于758年天下改郡为州。从此潁川不再作为地名存在，甚至原潁州之名也归属了潁水下游的原汝阴郡（郡治汝阴在今安徽省阜阳市）。北宋时，在此建潁昌府。

## 地理
潁川郡地处洛阳东南，黄河淮河流域之间，又有颍水、汝水、淯水等数条河流经过，从先秦时期开始就是文化政治经济等较为发达的地区，而且又是南北交通要冲之一。汉高祖刘邦之所以仅封韩王一年便改封，就是因为此地过于紧要，恐怕将来发生变故。到曹操迁汉献帝到许都后，这里也成为三国前期军事冲突的目标之一，多次有各路诸侯商议策划攻击。

## 名人
汉晋三国时期，潁川也是士族豪门、才智之士聚集地之一。颍川陈氏和颍川荀氏是两个以颍川郡为郡望的著名士族。因此涌现出大量知名人物。以至于曹操势力早期所谓的“五大谋士”中，居然有三个是潁川人。短短数百年间，潁川人提出了削藩、屯田、九品中正三项对于之后中国政治、经济影响极大的政策，直接影响了中国历史走向。
- 張良，西汉留侯。
- 灌孟，西汉名將。
- 灌夫，西汉名將。
- 晁错，西汉著名政治家，七国之乱的焦点人物之一。
- 褚少孙，西汉博士，史学者。
- 杜密，东汉名臣，党锢之争中被处死。
- 李膺，东汉名臣，党锢之争中被处死。
- 刘德升，东汉书法家，创立了行书。
- 胡昭，刘德升之徒，书法家。
- 戏志才，曹操早期谋臣。
- 郭嘉，曹操最重要的谋士之一。
- 荀氏
  - 荀淑，东汉名儒，生八子俱有名声。
  - 荀爽，荀淑之子，名儒。
  - 荀悦，荀爽之侄，史学家。
  - 荀彧，曹操五大谋士之一。
  - 荀粲，荀彧之子，早期玄学家之一。
  - 荀攸，曹操最重要的谋士，荀彧之侄。
- 鍾氏 
  - 鍾皓，東漢名儒。
  - 鍾繇，鍾皓之孫，官至司隸校尉、太尉，為曹魏元老重臣，還師從劉德升成為書法名家。
  - 鍾會，鍾繇之子，曹魏重要將領，消滅蜀漢的功臣之一。
  - 鍾毓，鍾會之兄，曹魏重臣。
- 司马徽，东汉末年名士。
- 徐庶，谋士，先随刘备，后被迫投靠曹操。
- 陈群，曹魏大臣，曹丕托孤重臣之一，提出了九品中正制。
- 枣祗，曹操谋臣之一，屯田制的提议者。

## 太守
西漢
- □尊（前179年在任）
- 李秉（漢初）
- 趙廣漢（前72年在任）
- □廣（？─前67年）
- □讓（？─前65年）
- 韓延壽（宣帝時）
- 黃霸（？─前63年）
- 秦襲（元帝、成帝時）
- 毋將隆（前7年─前4年）
- 嚴詡（哀帝時）
- 何並（哀帝時）
- 葛興（不知何帝時）

東漢
- 岑彭（更始年間）
- 寇恂（26年─27年）
- 郭伋（33年─35年）
- 陸宏（建武年間）
- 任延（57年─59年）
- 葛興（永平年間）
- 秦彭（81年─87年）
- 趙興（章帝時）
- 曹褒（章帝、和帝時）
- 竇瓌（永元初年）
- 周榮（和帝時）
- 張敏（106年─107年）
- 顧奉（安帝時）
- 朱寵（118年在任）
- 楊□（125年在任）
- 宋登（順帝時）
- 黃昌（？─139年）
- 司馬雋（順帝、桓帝時）
- 曹騰（順帝、桓帝之際）
- 孔□（順帝、桓帝之際）
- 高倫（元嘉年間）
- 衡方（桓帝時）
- 王昱（桓帝末年）
- 陰修（桓帝、靈帝之際）
- 巴肅（？─169年）
- 段熲（熹平年間）
- 何進（？─179年）
- 楊彪（光和年間）
- 文□（？─184年）
- 王瓌（185年在任）
- 曹□（186年在任）
- 种拂（中平末年）
- 史祈（靈帝時）
- 蓋勳（初平初年）
- 李旻（獻帝初年）
- 夏侯淵（建安初年）
- 高柔（建安末年）
- 聶良（不知何帝時）[8]

唐朝
- 郑长裕（天宝年间）
- 田琦（天宝年间）
- 戴休璇（天宝年间）
- 庞坚（天宝末年）
- 薛愿（756年）
- 来瑱（756年）
- 魏仲犀（756年）
- 来瑱（757年—758年）[9]

### 出处
1. ↑  《臨辟雍碑（西晉咸寧四年）》（《漢魏六朝碑刻校注》第2冊，線裝書局，2008年，第267-272頁）：禮生穎川湏奉正元……禮生穎川蓱𩂁季良……禮生穎川公孫賛國安……禮生穎川吕札穎季……弟子穎川張顥休明……
2. ↑  《謝珫墓誌（南朝宋永初二年）》（《漢魏六朝碑刻校注》第3冊，線裝書局，2008年，第95-99頁）：夫人𩒠川庾。
3. ↑  《侯掌墓誌（北魏正光五年）》（《漢魏六朝碑刻校注》第5冊，線裝書局，2008年，第262-263頁）：𩒠川汲郡二郡太守。
4. ↑  《賀蘭祥墓誌（北周保定二年）》（《漢魏六朝碑刻校注》第10冊，線裝書局，2008年，第160-163頁）：侯景據𩒠川告款……
5. ↑  《汉书·卷二十八上·地理志第八上》颍川郡，秦置。高帝五年为韩国，六年复故。莽曰左队。阳翟有工官。属豫州。户四十三万二千四百九十一，口二百二十一万九百七十三。县二十：阳翟，夏禹国。周末，韩景侯自新郑徙此。户四万一千六百五十，口十万九千。莽曰颍川。昆阳，颍阳，定陵，有东不羹。莽曰定城。长社，新汲，襄城，有西不羹。莽曰相城。郾，郏，舞阳，颍阴，崇高，武帝置，以奉太室山，是为中岳。有太室、少室山庙。古文以崇高为外方山也。许，故国，姜姓，四岳后，太叔所封，二十四世为楚所灭。傿陵，户四万九千一百一，口二十六万一千四百一十八。莽曰左亭。临颍，莽曰监颍。父城，应乡，故国，周武王弟所封。成安，侯国也。周承休，侯国，元帝置，元始二年更名郑公。莽曰嘉美。阳城，阳城山，洧水所出，东南至长平入颍，过郡三，行五百里。阳乾山，颍水所出，东至下蔡入淮，过郡三，行千五百里，荆州浸。有铁官。纶氏。
6. ↑  《隋书·志第二十五·地理中》颍川郡旧置颍州，东魏改曰郑州，后周改曰许州。统县十四，户十九万五千六百四十。颍川旧曰长社，置颖川郡，后齐废颍阴县入，开皇初废郡改县焉。又东魏置黄台县，大业初废入焉，置郡。襄城，旧置襄城郡，后周置汝州。开皇初郡废，大业初州废。有溵水。汝坟，后齐置汉广郡，寻废，有首山。叶，后齐置襄州。后周废襄州，置南襄城郡。开皇初郡废。又东魏置定南郡，后周废为定南县。大业初省入。北舞，旧置定陵郡，开皇初废。有百尺沟。郾城，开皇初置，十六年置道州，大业初州废。又后魏置颍川郡，后齐改为临颍郡，开皇初郡废。又有邵陵县，大业初废。有溵水。繁昌。临颍。尉氏，后齐废，开皇六年复。长葛，开皇六年置。许昌。㶏强，开皇十六年置，曰陶城，大业初改焉。扶沟。鄢陵，东魏置许昌郡，后齐废县。开皇初郡废，七年复鄢陵县。十六年置洧州，大业初州废。又开皇十六年置蔡陂县，至是省入焉。
7. ↑  《新唐书·志第二十八·地理二》许州颍川郡，望。土贡：绢、席、柿。户七万三千三百四十七，口四十八万七千八百六十四。县九：长社，望。本颍川，隶汴州。武德四年更名，来属。州又领黄台、㶏强二县，贞观元年省入焉。绕州郭有堤塘百八十里，节度使高瑀立以溉田。长葛，紧。有小陉山。阳翟，本畿。初隶嵩州，贞观元年来属，龙朔二年隶洛州，会昌三年复来属。有具茨山。许昌，上。鄢陵，上。扶沟，望。武德四年以县置北陈州，是年州废，隶洧州。临颍，上。贞观元年省繁昌县入焉。有讲武台，本尚书台，马融讲书之地，显庆二年，高宗大阅于此，更名。舞阳，上。本北舞，隶道州。贞观元年来属，寻废。开元四年复置，更名。有铁。郾城。望。武德四年以郾城、邵陵、北舞、西平置道州。贞观元年州废，省邵陵、西平入郾城，隶蔡州。建中二年以郾城、临颍，陈州之溵水置溵州。贞元二年州废，县还故属。元和十二年复以郾城、上蔡、西平、遂平置溵州。长庆元年州废，县还隶蔡州，是年，以郾城来属。
8. ↑  严耕望《两汉太守刺史表》
9. ↑  《唐刺史考全编》

### 书目
- 《中國歷史地圖集》
- 《后汉书·郡国》、《荀韓鍾陳列傳》
- 《晋书》